# Saraj
Saraj (turski: saray, od perzijskog: serāy, prevedeno: dvor) je riječ koja označava dvor vladara ili dostojanstvenika (vezira, paše) u Osmanskom Carstvu.
Riječ saraj najčešće se odnosi na sultanovu palaču te na druge pridružene građevine koje su se od 1453. do 1856. godine nalazile kraj carigradske Aje Sofije. Primjeri takvih građevina su: Jeni saraj i Topkapi saraj. U kompleksu takvih pridruženih građevina nalazile su se posebne građevine za dvorsku školu (turski: enderun), carski divan (turski: dīvān-i hümāyūn), dvorske žene (turski: harem) te vrt. U takvim je kompleksima u 16. stoljeću živjelo nekoliko tisuća ljudi. Rezidencija sultana u Carigradu koja se nalazi na rtu između Mramornoga mora i Zlatnoga roga zove se Saraj-buruni.
Riječ saraj također je prisutna u imenu Sarajeva, glavnog grada Bosne i Hercegovine koji je dobio ime po begovskim dvorima. Saraj je također prisutan u imenu grada Bahčisaraj koji je tijekom povijesti bio glavni grad Krimskog Kanata,

## Vanjske poveznice
- Saraj Hrvatska enciklopedija
- Saraj, Proleksis enciklopedija